# Филатов, Георгий Николаевич
Георгий Николаевич Филатов (27 сентября [10 октября] 1909, Российская империя — 11 декабря 1940, СССР) — советский оператор-постановщик.

## Биография
Г. Н. Филатов родился 10 октября 1909 года.
С 1926 года работал ассистентом оператора на Ленинградская фабрике «Совкино». С 1930 года — оператор-постановщик Ленинградской фабрики «Союзкино», которая с 1936 года стала именоваться Ленинградская ордена Ленина киностудия «Ленфильм».
Ушёл из жизни 11 декабря 1940 года.

## Фильмография
1. 1930 — Сын страны  (совместно с Александром Гинцбургом) (Режиссёр-постановщик: Эдуард Иогансон)
2. 1932 — Ошибка героя  (Режиссёр-постановщик: Эдуард Иогансон)
3. 1934 — Наследный принц Республики  (Режиссёр-постановщик: Эдуард Иогансон)
4. 1934 — Разбудите Леночку  (короткометражный) (Режиссёр-постановщик: Антонина Кудрявцева)
5. 1936 — На отдыхе  (Режиссёр-постановщик: Эдуард Иогансон)
6. 1938 — Выборгская сторона  (совместно с Андреем Москвиным) (Режиссёры-постановщики: Григорий Козинцев, Леонид Трауберг)
7. 1938 — Профессор Мамлок  (Режиссёры-постановщики: Герберт Раппапорт, Адольф Минкин)
8. 1939 — Гость  (Режиссёр-постановщик: Герберт Раппапорт)
9. 1940 — Политрук Колыванов  (картина была снята с производства 21 августа 1940 года) (Режиссёр-постановщик: Павел Арманд)[1]